# Atelopus spumarius
Il rospo arlecchino (Atelopus spumarius Cope, 1871) è un anfibio appartenente alla famiglia Bufonidae, diffuso in America Meridionale.

## Descrizione
Ha una livrea di colore rosso brillante e arancione acceso sulle dita corte e arrotondate, il dorso è di colore verde scuro o marrone con macchie di color rosso spento. Il ventre è bianco, l'iride ha sfumature dorate. Il disegno sul dorso e sui fianchi è diverso in ogni esemplare, così da distinguerli uno dall'altro. Le femmine sono lunghe 2,6-3,9 cm, i maschi invece meno di 3 cm. I girini, dato che vivono in acque impetuose, hanno una presa a ventosa per non farsi portare via dalla corrente.

## Biologia

### Comportamento
Quando viene minacciato, il rospo arlecchino arcua il dorso e mostra la parte inferiore delle zampe di colore arancione acceso, come segnale di pericolo. È un animale diurno. Ha una vita media di 3-4 anni.

### Alimentazione
Si nutre di molti tipi di invertebrati.

### Riproduzione
Raggiungono la maturità sessuale a 1 anno. La femmina può deporre fino a 350 uova in un qualsiasi periodo dell'anno. Le uova si schiudono poco dopo la deposizione, a volte anche dopo un giorno da essa.

## Distribuzione e habitat
È diffuso nel Sud America settentrionale:in Perù, nella Guyana, nell'Ecuador, nel Brasile del Nord e nella Guyana francese. Il rospo arlecchino si nasconde sotto i tronchi e nella lettiera di foglie nell'Amazzonia.